# Арда Гулер
Арда Гулер (тур. Arda Güler; Анкара, 25. фебруар 2005) је турски фудбалер који тренутно наступа за Реал Мадрид. Игра на позицији офанзивног везног играча.

## Успеси
Фенербахче
- Куп Турске (1) : 2022/23.[4]

 Реал Мадрид
- Ла лига (1) : 2023/24.[5]
- Суперкуп Шпаније (1) : 2024.[6]
- Лига шампиона (1) : 2023/24.[7]
- УЕФА Суперкуп (1) : 2024.[8]